# Andelain
Andelain es una comuna francesa, situada en el departamento de Aisne, de la región de Alta Francia.

## Demografía
| 167 | 168 | 157 | 160 | 163 | 159 | 183 | 225 |
| Para los censos de 1962 a 1999 la población legal corresponde a la población sin duplicidades (Fuente: INSEE [Consultar]) |     |     |     |     |     |     |     |